# Cavallo del Don
Il Cavallo del Don è una razza equina originaria della Russia e deve il suo nome al fiume Don, il corso d'acqua che bagna le steppe nelle quali questo cavallo è stato selezionato dai cosacchi. Qui questa razza è allevata attualmente in branchi in completa libertà per tutto l'anno.

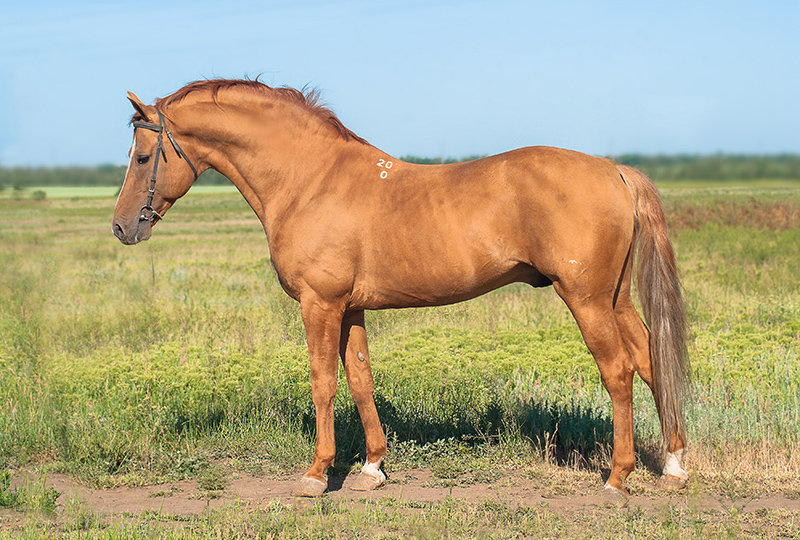
Cavallo del Don

## Caratteri morfologici
La razza è di tipo meso-dolicomorfo di altezza tra 1.55 m e 1.65 m; I suoi mantelli sono prevalentemente di tipo baio, sauro, sauro dorato, morello e grigio e si possono osservare chiazze bianche sulla testa e sugli arti. La testa è di media grandezza, ben attaccata al collo che insieme alla nuca ristretta e breve rendono difficile la flessione, ha un profilo rettilineo o leggermente camuso e occhi grandi ed espressivi. Le orecchie sono di piccole dimensioni, molto mobili e appuntite. Il muso è sottile e presenta narici ampie. Il collo è leggermente incurvato ma lungo. Il garrese del cavallo si presenta largo ed accentuato, la linea dorso-lombare è lunga e diritta, la groppa è ampia, leggermente obliqua e allungata. Il petto è aperto e le spalle che sono inclinate presentano una conformazione buona. Gli arti sono lunghi e forti con avambracci solidi e muscolosi, stinchi larghi e robusti, garretti forti ma un po' falciati e pastorali lunghi e diritti. L´unghia del piede è dura cioè di buona qualità, questo particolare è dovuto alla continua selezione naturale a cui è soggetta questa razza che vive nelle steppe non umide. Ha andature corti e quindi non molto eleganti.

## Carattere, attitudini e impiego
Il Cavallo del Don ha un carattere docile, indipendente, nevrile ma calmo, resistente e sicuro e non richiede particolari attenzioni. Grazie alla sua elevata statura, alle sue belle forme e al temperamento calmo diventa un cavallo da sella unico, adatto a coprire lunghe distanze e ad affrontare sport equestri. Il cavallo del Don, provenendo dalla steppa, è adatto al tiro leggero e al turismo equestre.  In prevalenza è un cavallo da campagna con buona attitudine al salto. Sono animali molto forti, venivano impiegati nei lavori agricoli e tuttora sono usati come soggetti da sella.
Partecipano a prove di resistenza che consistono nel raggiungere una distanza di 256 km in 24 ore; inoltre vengono impiegati nel dressage e nel tiro della troika.  La troika è un calesse dotato di pattini o di ruote, utilizzato per gareggiare sia sulla terra che sulla neve, trainato da tre cavalli, quello al centro procede al trotto, gli altri al galoppo.
Ancora oggi questi cavalli che vivono in branco, d'inverno qualora l'allevatore non riuscisse a procurare loro del fieno, scavano nella neve alla ricerca di erba gelata.

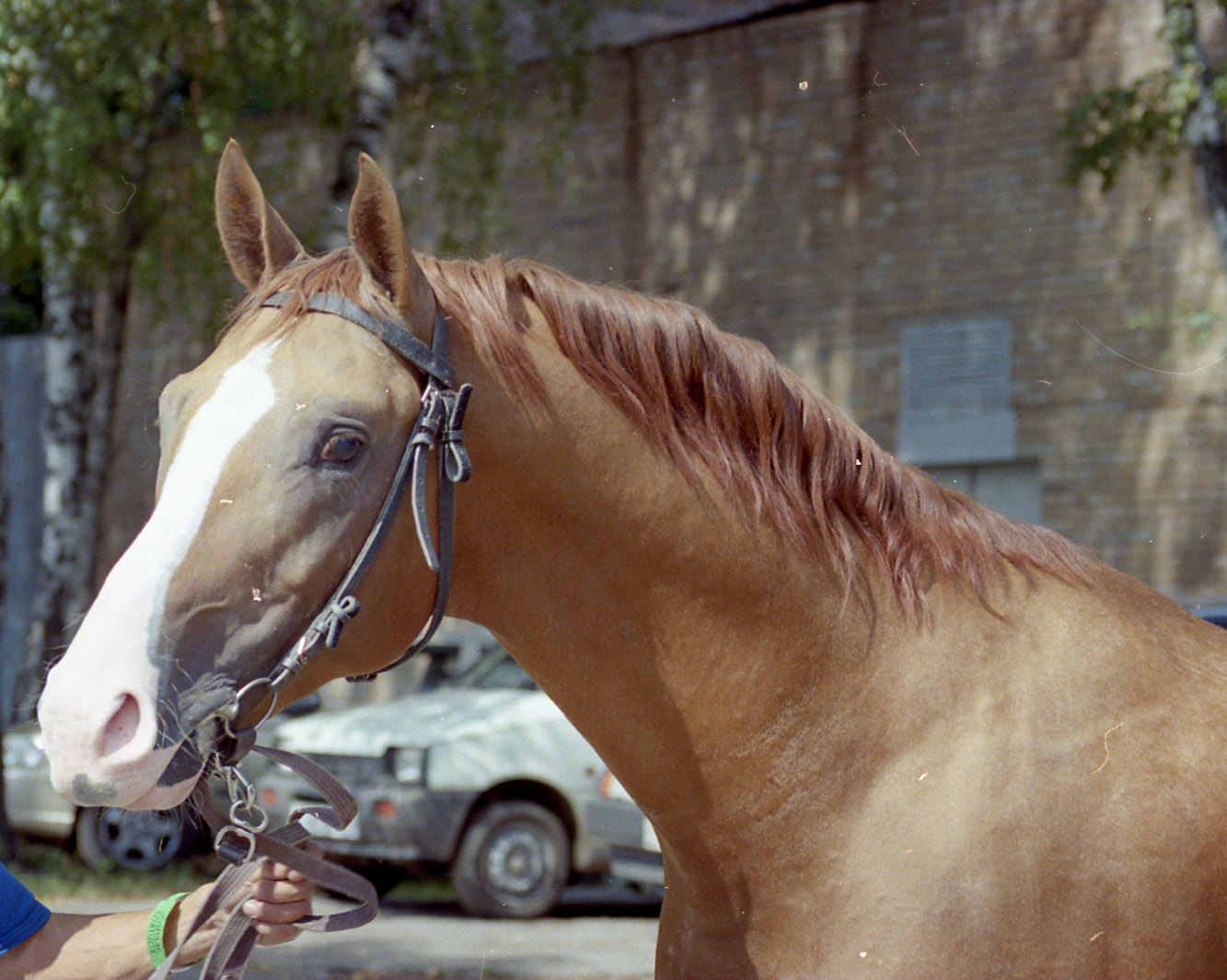
Stallone del Don

## Storia
Questa razza ebbe origine tra i secoli diciottesimo e diciannovesimo nelle praterie in vicinanza del fiume Don, dopo una lenta fusione di un gran numero di cavalli eterogenei che abitavano la zona, come il cavallo Nagai, il Turkmeno, il Karabakh e il Karabair.
In origine era un cavallo di piccola taglia, robusto e attivo, migliorato nel 1700  venne poi incrociato con cavalli trottatori Orlov e Orlov-Rostopschin, razza creata dall'incrocio di Orlov e Purosangue Inglese.
La razza venne poi nuovamente incrociata con il Purosangue Inglesi, dando origine al Budjonny.
Il primo allevamento ufficiale risale al 1770 quando un capo cosacco M.J. Platov decise di allevare il cavallo del Don per la sua resistenza e adattabilità a diverse condizioni durante le battaglie.
Questa nuova razza fu decisiva per la vittoria dei cosacchi contro l’armata napoleonica (1812-1814): i don si rivelarono cavalli molto resistenti anche nelle condizioni più avverse, mentre i cavalli dell´armata avversaria non furono pronti ad affrontare tali difficoltà.
Ancora oggi questi esemplari presentano caratteristiche di forza e resistenza che li hanno resi noti.